# Matthias Strolz
Matthias Strolz (ur. 10 czerwca 1973 w Bludenz) – austriacki polityk, przedsiębiorca i konsultant, przewodniczący partii NEOS, deputowany krajowy.

## Życiorys
Ukończył ekonomię na Uniwersytecie w Innsbrucku, w czasie studiów przez rok kształcił się na Dublin City University. W 2003 na Uniwersytecie w Klagenfurcie złożył dysertację doktorską z zakresu rozwoju organizacji. Pracował początkowo jako niezależny dziennikarz, w drugiej połowie lat 90. odbył służbę wojskową. Później do 2012 zajmował się działalnością konsultingową w tym jako dyrektor zarządzający i partner zarządzający spółek prawa handlowego.
W 2012 współtworzył i stanął na czele nowego ugrupowania pod nazwą NEOS – Nowa Austria. W wyborach w tym samym roku formacja ta uzyskała około 4,9% głosów, co przełożyło się na 9 mandatów w Radzie Narodowej, z których jeden przypadł Matthiasowi Strolzowi. W wyborach w 2017 z powodzeniem ubiegał się o poselską reelekcję. W maju 2018 ogłosił swoją rezygnację z funkcji przewodniczącego partii NEOS, w następnym miesiącu funkcję tę objęła Beate Meinl-Reisinger. W tym samym roku odszedł także z parlamentu, a w 2024 wystąpił z partii.